# Брага, Алисе
Алисе Брага Мораеш (порт. Alice Braga Moraes; род. 15 апреля 1983) — бразильская актриса, наиболее известна по фильмам «Город Бога», «Я — легенда», «Хищники» и сериалу «Королева Юга».

## Биография
Алисе Брага Мораеш родилась 15 апреля 1983 года в католической семье. Её мать, актриса Анна Брага, с детства водила дочь на съёмочные площадки, что пробудило интерес девочки к актёрству. Её тётя, Сония Брага, тоже является актрисой.
В кино дебютировала в 1998 году, но настоящий успех к актрисе пришёл в 2002 году после того, как она сыграла Анжелику в бразильском фильме «Город Бога» и даже была номинирована на национальную кинопремию. Снявшись в порядка дюжине фильмов всего за пять лет, Алисе Брага привлекла к себе внимание голливудских продюсеров.
Международное признание пришло к ней после фильма «Я — легенда», вышедшего на экраны в 2007 году, с Уиллом Смитом в главной роли. В 2008 году Брага играла в фильме Дэвида Мэмета «Красный пояс». Она вошла в актёрский ансамбль с участием Рэя Лиотты и Харрисона Форда в картине «Переправа» (англ. Crossing Over) (2009), рассказывающей о жизни иммигрантов в Лос-Анджелесе и их попытках получить американское гражданство.

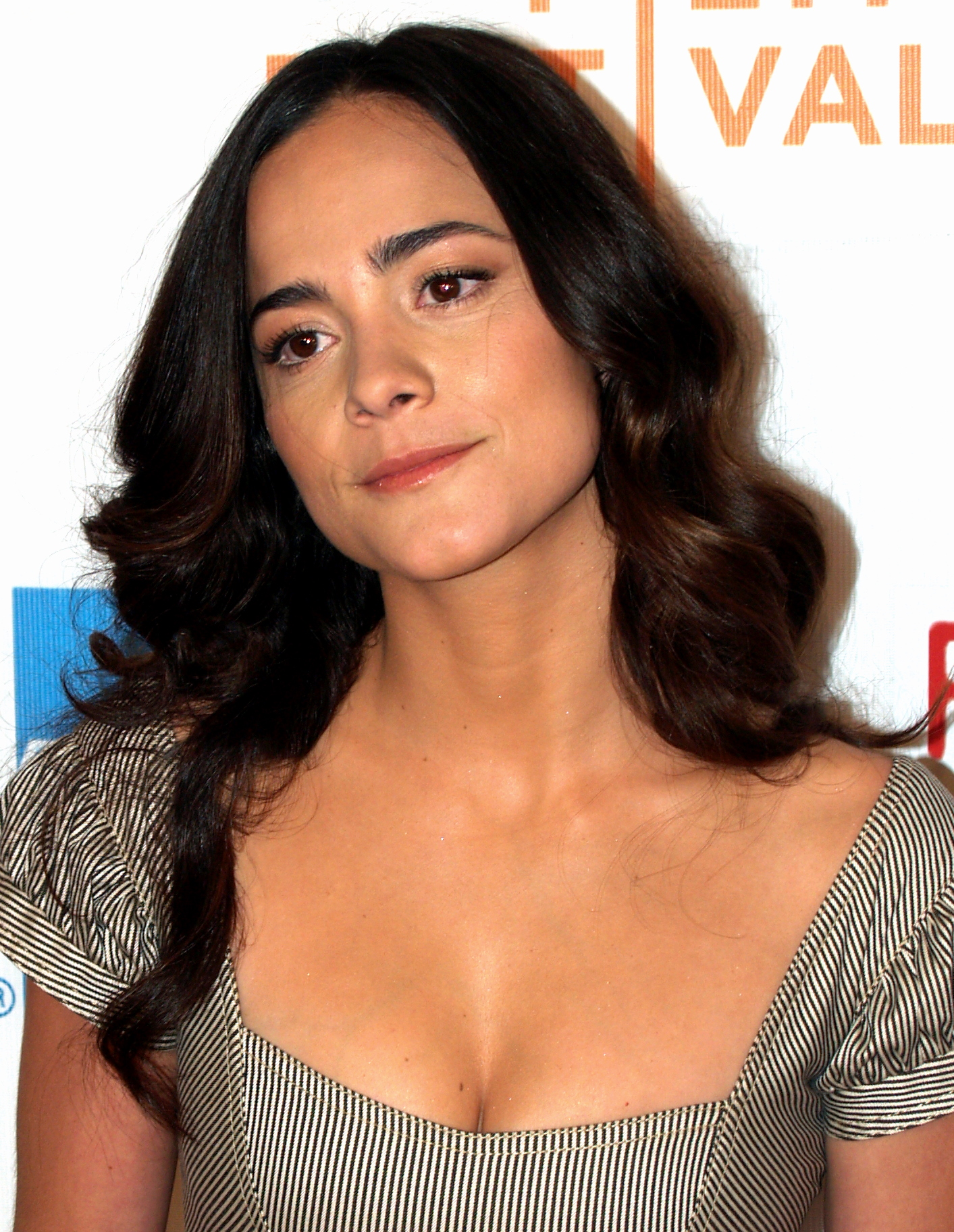
Брага на кинофестивале Tribeca 2008

Она вновь поработала вместе с режиссёром «Города Бога» Фернанду Мейреллишем, исполнив одну из ведущих ролей в его фильме «Слепота», снятому по роману лауреата Нобелевской премии Жозе Сарамаго. После этой работы актриса снялась в главных женских ролях таких крупных голливудских проектов как «Потрошители» и «Хищники», (единственная женщина в актёрском составе фильма «Хищники», в роли Изабелль — снайпера из Армии Обороны Израиля.), а также в одноимённой экранизации романа Пауло Коэльо «Одиннадцать минут».
Среди прочих её заметных киноработ — драма об опасностях любовного треугольника «Нижний город» (2005), эксцентричная комедия «Запах из стока» (2007), а также роль беззаботной студентки художественной школы в фильме «Знает только бог» (2006) с Диего Луной, премьерный показ которого состоялся на кинофестивале «Санденс». Ещё один фильм 2006 года в духе «независимого кино» — «Путешествие на край ночи» (A Journey to the End of the Night) с Бренданом Фрэйзером и Мосом Дефом, действие которого разворачивается на фоне бразильской индустрии торговли секс-услугами.
В 2011 году участвует в фильме «Обряд» с Энтони Хопкинсом, где играет журналистку Анджелину Варгэс, которая посещает уроки экзорцизма, с тем чтобы написать статью для своей газеты. Другие международные проекты, в которых она снялась-это, в частности, фильмы «На дороге» (2012), «Убей меня трижды» (2014). Снялась также в фильме «Элизиум — рай не на Земле» в качестве главной героини — Фрей Сантьяго вместе с Мэттом Деймоном (Макс Да Коста), где она выступает в качестве подруги детства и матери девочки, больной лейкемией.
В 2016 году снималась в криминальном сериале «Королева юга», в котором исполняет главную роль женщины-наркоторговца.
С 2016 года Брага состоит в отношениях с актрисой Бьянкой Компарату.

## Фильмография
| Год       |     | Русское название                                  | Оригинальное название                         | Роль                   |
| --------- | --- | ------------------------------------------------- | --------------------------------------------- | ---------------------- |
| 1998      | ф   | Трамплин                                          | Trampolim                                     | Клаудия                |
| 2002      | ф   | Город Бога                                        | Cidade de Deus                                | Анжелика               |
| 2005      | ф   | Нижний город                                      | Cidade baixa                                  | Каринна                |
| 2005      | с   | Карандиру, другая история                         | Carandiru, Outras Histórias                   | Vânia                  |
| 2006      | ф   | Знает только Бог                                  | Sólo Dios sabe                                | Долорес                |
| 2006      | ф   | Путешествие на край ночи                          | Journey to the End of the Night               | Моник                  |
| 2006      | ф   | Запах из стока                                    | O Cheiro do Ralo                              | официантка             |
| 2007      | кор |                                                   | Rummikub                                      | дочь Сан-Паулу         |
| 2007      | ф   | Млечный путь                                      | A Via Láctea                                  | Джулия                 |
| 2007      | ф   | Я — легенда                                       | I Am Legend                                   | Анна                   |
| 2008      | ф   | Красный пояс                                      | Redbelt                                       | Сандра Тери            |
| 2008      | ф   | Слепота                                           | Blindness                                     | Женщина в темных очках |
| 2009      | ф   | Переправа                                         | Crossing Over                                 | Мирейя Санчес          |
| 2009      | ф   | Поединок и премия                                 | Cabeça a Prêmio                               |                        |
| 2010      | ф   | Потрошители                                       | Repo Men                                      | Бэт                    |
| 2010      | ф   | Хищники                                           | Predators                                     | Изабелль               |
| 2010      | кор | Хищники – Анимированный комикс: Момент извлечения | Predators Motion Comics: Moment of Extraction | Изабелль               |
| 2011      | ф   | Обряд                                             | The Rite                                      | Анджелина              |
| 2011      | ф   | Одиннадцать минут                                 | Eleven Minutes                                | Мария                  |
| 2012      | с   | Бразильянки                                       | As Brasileiras                                | Миртес                 |
| 2012      | ф   | На дороге                                         | On the Road                                   | Терри                  |
| 2013      | ф   | Элизиум — рай не на Земле                         | Elysium                                       | Фрей                   |
| 2014      | ф   | Убей меня трижды                                  | Kill Me Three Times                           | Элис Тейлор            |
| 2016—2021 | с   | Королева юга                                      | Queen of the South                            | Тереза Мендоса         |
| 2016      | ф   | Дуэль                                             | The Duel                                      | Морисоль               |
| 2016      | ф   | Все хорошо, что хорошо кончается                  | Entre Idas e Vindas                           | Сандра                 |
| 2017      | ф   | Хижина                                            | The Shack                                     | София                  |
| 2018      | с   | Саманта!                                          | Samantha!                                     | Симанта                |
| 2020      | ф   | Новые мутанты                                     | X-Men: The New Mutants                        | доктор Сесилия Рейес   |
| 2021      | ф   | Отряд самоубийц: Миссия навылет                   | The Suicide Squad                             | Солсория               |
| 2023      | ф   | Гипнотик                                          | Hypnotic                                      | Диана Круз             |
| 2023      | с   | Убийство на краю света                            | A Murder at the End of the World              | Сиан                   |
| 2024      | с   | Тёмная материя                                    | Dark Matter                                   | Аманда Лукас           |

## Награды и номинации
Награды
- 2005 — Премия международного кинофестиваля в Рио-де-Жанейро — Лучшая актриса — «Нижний город»
- 2006 — Премия «APCA trophy» Сан-Паулу — Лучшая актриса — «Нижний город»
- 2006 — Премия Verona Love Screens Film Festival — Лучший актёрский состав — «Нижний город»
- 2006 — Премия «Contigo» — Лучшая актриса — «Нижний город»
- 2006 — Специальный приз кинофестиваля в Майами — «Нижний город»
- 2007 — Гран-при бразильского кино — Лучшая актриса — «Нижний город»

Номинации
- 2003 — Гран-при бразильского кино — Лучшая актриса второго плана — «Нижний город»
- 2008 — Гран-при бразильского кино — Лучшая актриса второго плана — «Запах из стока»
- 2008 — Black Reel Awards — Лучшая актриса второго плана — «Слепота»
- 2009 — Гран-при бразильского кино — Лучшая актриса второго плана — «Слепота»
- 2011 — Гран-при бразильского кино — Лучшая актриса — «Поединок и премия»